# Campionati del mondo di ciclocross 2017 - Gara maschile Junior
La trentanovesima edizione della gara maschile Junior dei Campionati del mondo di ciclocross 2017 si svolse il 28 gennaio 2017 con partenza ed arrivo da Bieles in Lussemburgo, su un percorso totale di 15,55 km. La vittoria fu appannaggio del britannico Thomas Pidcock, il quale terminò la gara in 41'24", precedendo i connazionali Dan Tulett e Ben Turner terzo.
Presero il via 67 ciclisti provenienti da 20 nazioni, mentre coloro che completarono la gara furono 63.

## Squadre partecipanti
| Ciclisti | Cod. | Squadra       |
| -------- | ---- | ------------- |
| 6        | BEL  | Belgio        |
| 6        | USA  | Stati Uniti   |
| 5        | CZE  | Cechia        |
| 5        | DEN  | Danimarca     |
| 5        | FRA  | Francia       |
| 5        | GER  | Germania      |
| 5        | ITA  | Italia        |
| 5        | LUX  | Lussemburgo   |
| 5        | NLD  | Paesi Bassi   |
| 4        | GBR  | Gran Bretagna |

| Ciclisti | Cod. | Squadra    |
| -------- | ---- | ---------- |
| 3        | CAN  | Canada     |
| 3        | ESP  | Spagna     |
| 2        | POL  | Polonia    |
| 2        | SUI  | Svizzera   |
| 1        | AUS  | Australia  |
| 1        | HUN  | Ungheria   |
| 1        | IRL  | Irlanda    |
| 1        | ISL  | Islanda    |
| 1        | JPN  | Giappone   |
| 1        | SVK  | Slovacchia |

## Classifica (Top 10)
| Pos. | Corridore         | Squadra       | Tempo   |
| ---- | ----------------- | ------------- | ------- |
| 1    | Thomas Pidcock    | Gran Bretagna | 41'24"  |
| 2    | Dan Tulett        | Gran Bretagna | a 38"   |
| 3    | Ben Turner        | Gran Bretagna | a 44"   |
| 4    | Louis Rouiller    | Svizzera      | a 52"   |
| 5    | Antoine Benoist   | Francia       | a 1'23" |
| 6    | Jelle Camps       | Belgio        | a 1'37" |
| 7    | Timo Kielich      | Belgio        | a 1'55" |
| 8    | Toon Vandebosch   | Belgio        | a 1'56" |
| 9    | Denzel Stephenson | Stati Uniti   | a 2'07" |
| 10   | Niklas Markl      | Germania      | a 2'10" |